# Liber Pontificalis
Le Liber Pontificalis (« Livre pontifical ») est un catalogue chronologique de tous les papes et évêques de Rome, compilé à Rome dans des milieux proches de la curie à partir du VIe siècle et qui s'arrête au IXe siècle. C'est une source de l’histoire du haut Moyen Âge ; ses données doivent être reçues avec prudence, surtout pour la période antérieure à sa première rédaction qui reflète surtout l'état des connaissances de ceux qui l'ont écrit.

## Titre
L'ouvrage est intitulé Liber Pontificalis par Giovanni Vignoli, préfet de la Bibliothèque vaticane, en 1724. Dans les plus anciens manuscrits, il ne porte aucun titre ou est intitulé Episcopale ou Liber episcopalis in quo coninuentur acta beatorum pontificum Urbis Romae. Dans les manuscrits plus récents, il est intitulé Gesta pontificum ou Chronica pontificum. Dans les catalogues anciens et chez Gratien, il est intitulé Gesta pontificum romanorum. Bède, Nicolas Ier et Hincmar de Reims titrent Gesta pontificalia. Martin de Pologne, qui est à l'origine de l'attribution de l'ouvrage à Damase, titre Damasus de Gestis pontificum ou Chronica Damasi de gestis romanorum pontificum. Sous l'influence d'Onofrio Panvinio, l'ouvrage est attribué à Anastase le Bibliothécaire et est intitulé Anastasius Bibliothecarius de vitis romanorum pontificum. Le titre Liber pontificalis devient classique à partir de l'édition de Vignoli, intitulée Liber pontificalis seu de Gestis romanorum pontificum.

## Contenu
Il se présente comme une suite de notices biographiques des différents papes, dans l’ordre chronologique, des origines jusqu’à la fin du IXe siècle. Pour chaque pape on trouve le nombre de ses années d’épiscopat, son origine géographique, le nom de son père, les empereurs qui ont régné pendant son épiscopat, les constructions qu’il a ordonnées (surtout les églises de Rome), les ordinations qu’il a prononcées, ses décisions majeures, les circonstances de sa mort, le lieu de sa sépulture, la durée de la vacance du siège apostolique jusqu’à l’ordination du pape suivant. 

## Auteurs
L’ouvrage paraît avoir été compilé par des clercs de second rang de la cour pontificale, qui ont mis par écrit les données légendaires concernant les premiers papes très longtemps après leur époque, aussi remarque-t-on nombre d’erreurs, qui pourtant ne diminuent pas l’intérêt de ce document comme source historique. Tout ce qui concerne les trois premiers siècles est révélateur de ce que l’on pensait savoir au Ve siècle sur l’Église primitive en s’appuyant sur une tradition orale encore très flottante, l'Église de Rome étant encore incapable de centraliser les diverses sources des églises locales (les contradictions entre les textes de Tertullien et d'Irénée de Lyon sont révélatrices à cet égard). À partir du IVe siècle, les compilateurs disposaient d’une documentation plus sûre, même s’il existe des erreurs et des incohérences. 
L’analyse du texte suggère l’existence de deux versions primitives de ce livre, antérieures au siège de Rome en 546. Par la suite le livre resta inaltéré. À partir du début du VIIe siècle (en gros le pontificat d’Honorius Ier) jusqu’à celui d’Adrien II, les notices sont contemporaines des papes concernés, rédigées peu de temps après leur décès, et peuvent être considérées comme fiables.
Des chroniqueurs plus tardifs ont continué l’ouvrage à partir de 1100 environ jusqu’au milieu du XVe siècle, avec des informations d’une qualité variable.
La multiplicité des auteurs et la très longue période au cours de laquelle le livre a été compilé ont rendu difficile la production d’éditions critiques de référence. Mgr Louis Duchesne et Theodor Mommsen en ont publié à la fin du XIXe siècle. Au XXe siècle, les traductions et les commentaires se sont focalisés sur le niveau d’exactitude historique des notices. L’édition de référence est celle de Mgr Louis Duchesne, avec des commentaires et mises à jour dans un troisième volume par Cyril Vogel. Duchesne tente de restituer un seul texte critique, tandis que Mommsen a fait le choix de procurer le texte de chacune des principales versions connues.

## Traduction française
- Michel Aubrun, Le Livre des papes (492-891), Turnhout, Brepols, coll. « Miroir du Moyen Âge », 2007.
- Nathalie Desgrugilliers, Liber Pontificalis, de Pierre à Sylvestre, éditions Paleo, coll. l'encyclopédie médiévale, 2012  (ISBN 978-2-84909-811-0).

## Traductions anglaises commentées
- Raymond Davis, The Book of Pontiffs (Liber Pontificalis). Liverpool: University of Liverpool Press, 1989.  (ISBN 0-85323-216-4) (traduction anglaise sans notes).
- Raymond Davis, The Book of Pontiffs (Liber Pontificalis). Second Edition. Liverpool: University of Liverpool Press, 2000.  (ISBN 0-85323-545-7) Elle va jusqu’au pape Constantin (708-715), avec une bibliographie importante.
- Raymond Davis, The Lives of the Eighth Century Popes; Liverpool: University of Liverpool Press, 1992. De 715 à 817.
- Raymond Davis, The Lives of the Ninth Century Popes; Liverpool: University of Liverpool Press, 1989. De 817 à 891.
- Louise Ropes Loomis, The Book of Popes (Liber Pontificalis). Merchantville, NJ: Evolution Publishing.  (ISBN 1-889758-86-8) (Réimpression de l’édition de 1916. Elle va jusqu’au pape Pélagius (579-590). Traduction anglaise avec notes et illustrations.

## Texte latin
"* Edition critique intégrale par Louis Duchesne
- Une partie du texte en latin (jusqu’au pontificat de Felix IV, 526-530) est librement accessible